# Naomichi Suzuki
Naomichi Suzuki (en japonés: 鈴木直道, Suzuki Naomichi) és un polític japonés nascut a Kasukabe, prefectura de Saitama, l'any 1981. Des del 2011 fins al 2019 va ser alcalde de Yūbari, any que es presentà a les eleccions a governador que guanyà. En l'actualitat és el Governador de Hokkaidō.

## Biografia
Suzuki va nàixer a la ciutat de Kasukabe, a la prefectura de Saitama i va créixer a la ciutat de Misato, a la mateixa prefectura. En aquesta ciutat va assistir a l'institut de secundària de Misato. Degut al divorci dels seus pares, va viure amb sa mare. No va poder assistir a la universitat per problemes econòmics.

### Com a funcionari del Govern de Tòquio
Als 18 anys, Suzuki va aprovar els exèmens per entrar a treballar al Govern Metropolità de Tòquio, l'abril de 1999. En abril del 2000 va ser admés en la Universitat Hōsei, acabant quatre anys després els seus estudis de dret. En la universitat va ser capità del club de boxa i va concòrrer al campionat nacional de boxa de l'any 2002.
Durant la seua època com a funcionari en Tòquio, va treballar a l'Oficina Metropolitana de Salut Pública de Tòquio (actualment l'Oficina Metropolitana de Salut i Benestar), a l'Institut Metropolità de Salut de Tòquio (actualment anomenat "Centre Metropolità de Recerca de Salut i Seguretat de Tòquio") i al Centre Mèdic Metropolità de Kita de Tòquio. Després d'això, en 2008 va ser transferit a l'ajuntament de Yūbari com a funcionari. En 2010 va ser transferit al Departament d'Afers Generals de l'oficina del governador de Tòquio. El mateix any va participar en el govern de l'ajuntament de Yūbari.

### Com a alcalde de Yūbari
El novembre de 2010, Suzuki va mostrar el seu interés en concòrrer a les eleccions a alcalde de la ciutat de Yūbari, deixant el seu treball de funcionari al Govern Metropolità de Tòquio. Va concòrrer a les eleccions com a independent. Al abril de 2011 a l'edat de 30 anys, Suzuki esdevingué l'alcalde més jove mai elegit en tot el Japó. Va rebre a les eleccions el suport del PLD i el Kōmeitō.
En març de 2013 Suzuki fou seleccionat com a "Jove Líder Global" pel Fòrum Econòmic Mundial de Davos.
El 2014 va participar com a expert al consell del sistema financer, depenent del Ministeri de Finances.
L'Abril de 2015 va ser reelegit com a alcalde de Yūbari. Al novembre, va rebre el "Premi al Millor Vestit" de l'Associació Japonesa de Moda Masculina.

### Com a Governador de Hokkaido
El 29 de gener de 2019 anuncià la seua intenció de concòrrer com a independent a les eleccions a governador de Hokkaidō de 2019 després de la fi del seu mandat com a alcalde. En una entrevista va dir als reporters que el PLD i els demobudistes del Komeito li anaven a donar suport. El 7 d'abril de 2019 va guanyar les eleccions a governador guanyant per més del 50% dels vots al candidat contrari, que representava a una coalició de tots els partits d'esquerra i centre-esquerra. Com quan va ser alcalde, ell va ser el governador més jove de tot el Japó d'aquelles eleccions locals unificades del Japó de 2019. Les seues polítiques incloien un "Comitè d'animació de Hokkaido".